# Paweł Wawrzeńczyk
Paweł Wawrzeńczyk (ur. 10 grudnia 1968 w Kielcach) – polski muzyk, kolekcjoner i działacz muzyczny; pomysłodawca, twórca i współorganizator festiwalu Kielce Rockują, prezes stowarzyszenia o tej samej nazwie. Muzyk bluesowy, animator kultury, lider zespołów muzycznych Limit Blues i 4Acoustic. Kolekcjoner instrumentów muzycznych i starej motoryzacji, posiadacz jednej z największych w Polsce kolekcji płyt gramofonowych (ok. 160 tys. tytułów), w tym około 30 tys. płyt szelakowych z początku XX wieku.
Jest inicjatorem powstałego w Kielcach jedynego w Europie muzeum organów Hammonda.
Paweł Wawrzeńczyk jest absolwentem WSP w Kielcach, jest żonaty, ma troje dzieci, mieszka w Kielcach.